# Hagondange
Hagondange település Franciaországban, Moselle megyében. Lakosainak száma 9300 fő (2022. január 1.). Hagondange Maizières-lès-Metz, Amnéville, Ay-sur-Moselle, Marange-Silvange, Mondelange és Talange községekkel határos.

## Népesség
A település népességének változása:
| Lakosok száma | 10 567 | 9091 | 8222 | 9137 | 9405 | 9281 | 9242 | 9287 | 9332 | 9300 |
|               | 1968   | 1982 | 1990 | 2006 | 2013 | 2015 | 2017 | 2019 | 2020 | 2022 |